# Carrikerella simpira
Carrikerella simpira — вид богомолів родини Thespidae. Описаний у 2020 році.

## Поширення
Ендемік Перу. Описаний зі зразків, що зібрані в околицях міста Тінго-Марія.

## Опис
На передніх хапальних кінцівках є міцні і гострі колючки, якими богомол пронизує свою жертву.

## Історія відкриття
На початку 2000-х ентомолог Хуліо Рівера з Університету святого Ігнасіо де Лойола в Лімі натрапив у високогірному тропічному дощовому лісі на самця богомола невідомого виду, який залишився неописаним. У 2017 році він придбав живих молодих самиць і самця з колекції ентомологічного музею Ліми і став їх вирощувати у своїй лабораторії. У січні 2020 року, на основі спостережень за цими комахами, вийшла його стаття з описом нового виду богомолів з роду Carrikerella (до цього рід налічував три види). Вид науковець назвав C. simpira на честь Сімпіри — сутності з міфології індіанців шипібо-конібо, яка своєю довгою правою рукою забирає грішні душі в інший світ.

## Спосіб життя
Живе у високогірному тропічному лісі Центральних Анд. Трапляється серед епіфітних лишайників, мохів, печіночників, папоротей, маскуючись під їх забарвлення. Полює на дрібних комах та інших членистоногих.